# Пейзаж часу (фільм, 2022)
«Пейзаж часу; Назад до динозаврів» (Timescape) — канадський бойовик і пригодницький науково-фантастичний фільм 2022 року. Вперше представлений на міжнародному кінофестивалі «Фантазія».

## Про фільм
Хлопець виявляє таємничий космічний корабель, який здійснив аварійну посадку в сусідньому лісі. Усередині він зустрічає Лару, допитливу дівчину, яка виявила корабель прибульців кілька хвилин тому.
Намагаючись зрозуміти, як керувати судном, вони повертаються назад у часі до останніх днів великих динозаврів. Судно насправді є Машиною часу. За допомогою мобільного інтелектуального помічника корабля, діти змагаються з часом, щоб відремонтувати корабель і повернутися додому — до руйнівного удару астероїда в далекому минулому.

## Знімались
| Актор              | Роль     |
| ------------------ | -------- |
| Патріція Саммерсет | оповідач |
| Мішель Перрон      | Гленн    |
| Софія Оленюк       | Ясон     |
| Арістоменіс Цирбас | МІА      |